# Minonosets 222
Minonosets 222 (senare S 14 i tysk tjänst) var en 150-tons torpedbåt av rysk "Tsiklon"-klass i den finska flottan. Denna fartygstyp var märkbart inspirerad av den franska "Cyclone"-klassen. Tyskarna erövrade 8 båtar av denna klass i Helsingfors under Frihetskriget och gav dem till Finland, men enbart 4 kom att förbli i finländsk tjänst. Dessa båtar var byggda år 1902, deras fart uppgick till 22 knop och de hade alla två stycken vridbara 381mm torpedtuber. 
Minonosets 222 gavs tillbaka till Ryssland år 1922 i enlighet med avtalet i Tarto.

## Fartyg av klassen
- C 1
- C 2
- C 3
- C 4
- Minonosets 214
- Minonosets 218
- Minonosets 220
- Minonosets 222